# Habenaria humilis
Habenaria humilis là một loài thực vật có hoa trong họ Lan. Loài này được Cogn. mô tả khoa học đầu tiên năm 1893.